# Gens Caecilia
De gens Caecilia was een plebejische gens. (De naam T. Caecilius in Livius (IV 7, comp. 6.), de patricische consulaire tribuun in 444 v.Chr., is een foute lezing van T. Cloelius.) Een lid van deze gens die geschiedenis maakte, leefde in de vijfde eeuw v.Chr. Maar de eerste van de Caecilii die het consulaat bekleedde was Lucius Caecilius Metellus Denter in 284 v.Chr. De familie van de Metelli werd vanaf toen een van de meest voorname van de staat. Net zoals de ander Romeinse families in latere tijden van de republiek, voerden zij hun oorsprong terug tot een mythisch personage, en deden zich voor als afstammelingen van Caeculus, de stichter van Praeneste, of Caecas, de gezel van Aeneas. (Festus, s. v. Caeculus.) 

## Cognominain degens Caecilia
- Bassus
- Denter
- Metellus
- Niger
- Pinna
- Rupus

## Referentie
W. Smith, art. Caecilia Gens, in W. Smith (ed.), A dictionary of Greek and Roman biography and mythology, I, Londen, 1870, p. 526.